# Ratolf (Sorbenmark)
Ratolf war im Jahr 874 der zweite nachweisbare Markgraf der Sorbenmark.
Nach Untersuchungen von Alfred Friese weist der Name Ratolf auf eine Verwandtschaft mit Hadaburg hin. Demnach wäre der dux der Sorbenmark Ratolf identisch mit dem Sohn Ratolf des Popponen (fränkischen Babenbergers) Heimerich, einem Sohn von Graf Heimerich (Graf 750/802–812) und der Hadaburg. Ratolfs Vater verstarb 836, und im Jahre 838 war er als dessen Nachfolger Graf im Grabfeld.
Er folgte dem am 1. August 873 verstorbenen Markgrafen Thakulf im Amt nach, der ab 849 dreimal in dieser Funktion erwähnt wurde und diese wahrscheinlich anlässlich der Teilung des Fränkischen Reiches durch den Vertrag von Verdun (843) erhalten hatte. Ratolf fand nur ein einziges Mal, im Januar 874, als Markgraf der Sorbenmark Erwähnung.
Nach Thakulfs Tod fielen die Sorben und die ihnen benachbarten Siusler vom Fränkischen Reich ab und unternahmen einen Raubzug in das benachbarte thüringische Gebiet westlich der Saale. Zu dieser Zeit waren persönliche Bindungen entscheidender als politische Bindungen. Die Sorben und Siusler fühlten sich daher nicht dem seit 843 das Ostfrankenreich regierenden König Ludwig dem Deutschen verpflichtet und zahlten Anfang 874 keinen Tribut mehr. Im Januar 874 entsandte dieser deshalb seinen Erzkanzler Liutbert, Erzbischof von Mainz, zusammen mit dem neuen Markgrafen Ratolf zu einem verwüstenden Heereszug über die Saale in das sorbische Territorium. Die Aufständischen unterwarfen sich kampflos und erneuerten ihr Anerkenntnis der ostfränkischen Oberhoheit und ihre Tributpflicht.
Nachfolger von Ratolf im Amt des Markgrafen der Sorbenmark wurde dessen Vetter Poppo von Thüringen, Graf im Volkfeld, der in den Annales Fuldenses zum Jahr 880 nach einem Sieg über die Sorben als comes et dux Sorabici limes erwähnt wird. Nach Alfred Friese wurde Ratolf möglicherweise bereits kurz nach Amtsantritt von Poppo verdrängt und ist identisch mit dem 876 in Fuldaer Urkunden erscheinenden Kleriker Ratolf.